# Evansula pygmaea
Evansula pygmaea är en kräftdjursart som först beskrevs av T. Scott 1903.  Evansula pygmaea ingår i släktet Evansula och familjen Canthocamptidae. Arten är reproducerande i Sverige. Inga underarter finns listade i Catalogue of Life.